# Aspach (Oberösterreich)
Aspach ist eine Marktgemeinde in Oberösterreich im Bezirk Braunau am Inn im Innviertel mit 2650 Einwohnern (Stand 1. Jänner 2024). Der zuständige Gerichtsbezirk ist der Gerichtsbezirk Braunau am Inn.

## Geografie
Aspach liegt auf 443 m Höhe im Innviertel am Kobernaußerwald. Die Ausdehnung beträgt von Nord nach Süd 9,8 km, von West nach Ost 7,1 km. Die Gesamtfläche beträgt 31,5 km². 17,5 % der Fläche sind bewaldet, 73,3 % der Fläche sind landwirtschaftlich genutzt.
Durch Wildenau fließt die Mettmacher Ache, die in die Waldzeller Ache (Ach) mündet. Im äußersten Westen fließt der Sankt Veiter Bach für etwa 500 Meter durch das Gemeindegebiet.

### Klima
|                        | Jan  | Feb  | Mär  | Apr  | Mai  | Jun  | Jul  | Aug  | Sep  | Okt  | Nov  | Dez  |   |      |
| Mittl. Temperatur (°C) | −1,9 | −0,8 | 3,6  | 7,8  | 13,2 | 16,2 | 18,3 | 17,5 | 13,1 | 8,4  | 3,0  | −0,5 | ⌀ | 8,2  |
| Mittl. Tagesmax. (°C)  | 2,1  | 4,1  | 9,1  | 13,9 | 19,2 | 21,9 | 24,4 | 23,8 | 19,3 | 14,0 | 7,0  | 3,0  | ⌀ | 13,5 |
| Mittl. Tagesmin. (°C)  | −5,4 | −4,5 | −0,5 | 2,6  | 7,1  | 10,4 | 12,3 | 12,1 | 8,7  | 4,4  | −0,1 | −3,5 | ⌀ | 3,7  |
|                        |      |      |      |      |      |      |      |      |      |      |      |      |   |      |
| Niederschlag (mm)      | 66   | 55   | 74   | 67   | 91   | 111  | 123  | 111  | 83   | 67   | 64   | 74   | Σ | 986  |
|                        |      |      |      |      |      |      |      |      |      |      |      |      |   |      |
| Luftfeuchtigkeit (%)   | 76,9 | 69,0 | 60,6 | 54,0 | 52,2 | 54,5 | 51,0 | 52,6 | 59,3 | 66,0 | 77,6 | 80,4 | ⌀ | 62,8 |

| −5,4 |

| −4,5 |

| −0,5 |

| 2,6 |

| 7,1 |

| 10,4 |

| 12,3 |

| 12,1 |

| 8,7 |

| 4,4 |

| −0,1 |

| −3,5 |

| −5,4 |

| −4,5 |

| −0,5 |

| 2,6 |

| 7,1 |

| 10,4 |

| 12,3 |

| 12,1 |

| 8,7 |

| 4,4 |

| −0,1 |

| −3,5 |

### Gemeindegliederung
Das Gemeindegebiet umfasst folgende 38 Ortschaften (in Klammern Einwohnerzahl Stand 1. Jänner 2024):
- Aichet (14)
- Aspach (882)
- Au (86)
- Baumgarten (30)
- Buchleiting (18)
- Döging (20)
- Dötting (23)
- Ecking (7)
- Eigelsberg (31)
- Eisecking (20)
- Englham (27)
- Hinterholz (124)
- Hobling (21)
- Kappeln (31)
- Kasing (41)
- Kasting (41)
- Katzlberg (8)
- Kleinschneidt (66)
- Leithen (26)
- Leithen am Walde (30)
- Maierhof (21)
- Migelsbach (75)
- Mitterberg (12)
- Naderling (3)
- Niederham (6)
- Offenschwandt (22)
- Parz (1)
- Pimberg (33)
- Ried (20)
- Roith (37)
- Rottersham (13)
- Steinberg (42)
- Teinsberg (12)
- Thal (13)
- Wasserdobl (48)
- Weißau (12)
- Wieselberg (20)
- Wildenau (714)

Die Gemeinde besteht aus den Katastralgemeinden Aspach, Obermigelsbach und Wildenau.

### Nachbargemeinden
| St. Veit im Innkreis | Polling im Innkreis                         | Kirchheim im Innkreis (Bez. Ried im Innkreis) |
| Roßbach              | Kompassrose, die auf Nachbargemeinden zeigt | Mettmach (Bez. Ried im Innkreis)              |
| Höhnhart             | Sankt Johann am Walde                       |                                               |

## Geschichte

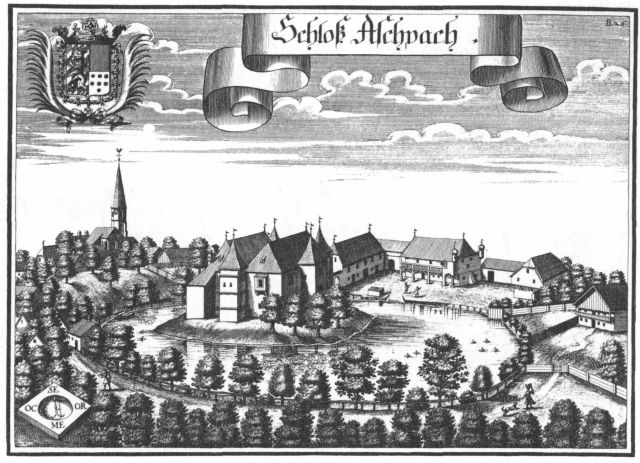
Schloss Aspach, Kupferstich von Michael Wening, 1721

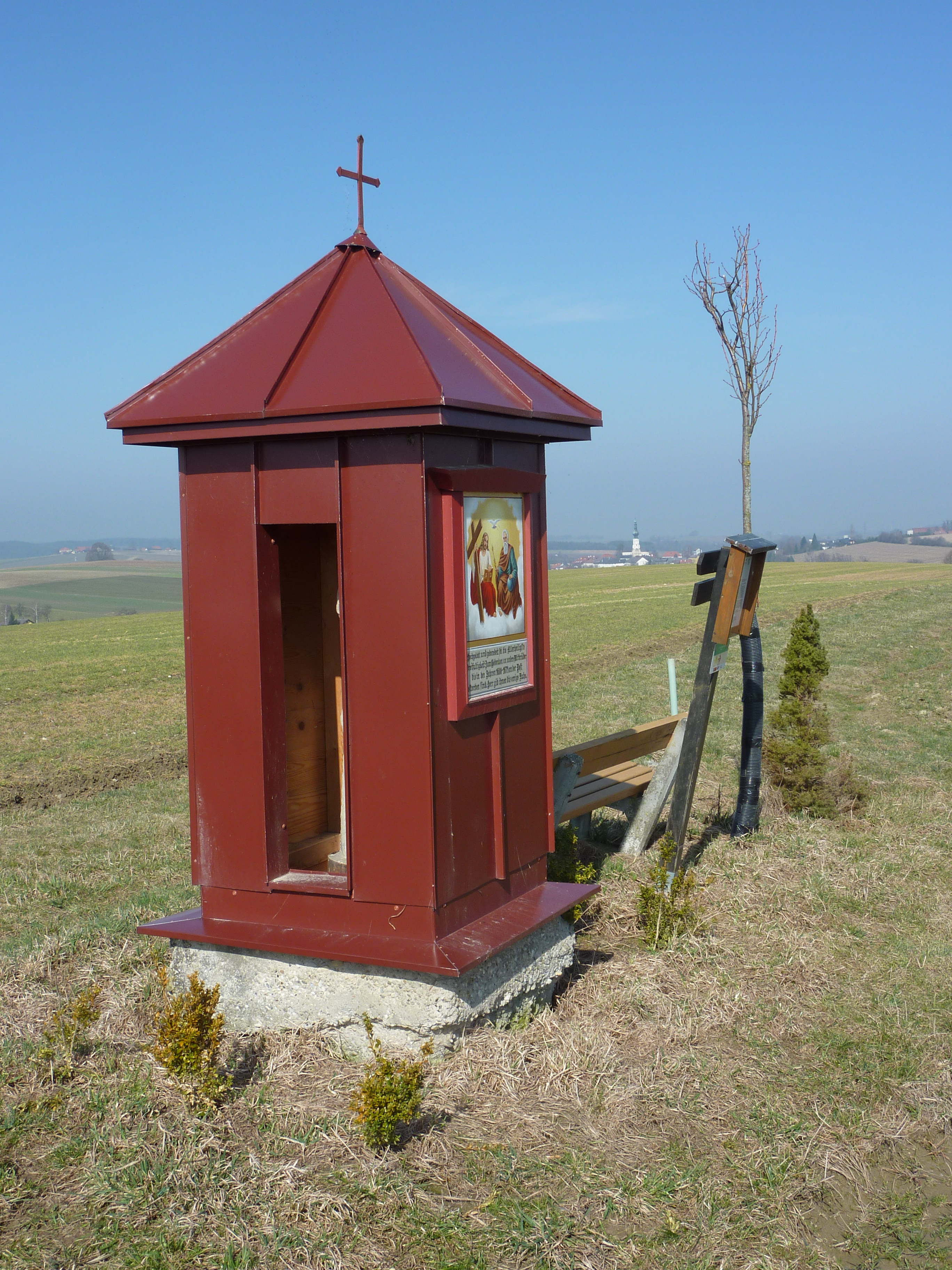
Rote Kapelle in Aspach

In die ur- und frühgeschichtliche Zeit reicht die ehemalige Wallanlage Burgstall Grindelsberg zurück.
Seit Gründung des Herzogtums Bayern war der Ort bis 1779 bayrisch und kam nach dem Frieden von Teschen mit dem Innviertel (damals ‚Innbaiern‘) zu Österreich. Im 18. Jahrhundert besaßen die von den Wittelsbachern abstammenden Grafen von Wartenberg in Aspach eine weitläufige Hofmark.
Während der Napoleonischen Kriege wieder kurz bayrisch, gehört er seit 1816 endgültig zu Österreich ob der Enns bzw. ab 1918 zu Oberösterreich. Aspach war die erste Gemeinde, die mit Landesgesetz 1928 zur Marktgemeinde erhoben wurde. Nach dem Anschluss Österreichs an das Deutsche Reich am 13. März 1938 gehörte der Ort zum „Gau Oberdonau“. Nach 1945 erfolgte die Wiederherstellung Oberösterreichs.
Am 4. Juli 1929 tobte in den Abendstunden ein verhängnisvoller Sturm über Aspach, der den Kirchturm auf das Mesnerhaus stürzen ließ. Das Gebäude wurde teils vollständig zerstört, verletzt wurde niemand.

### Einwohnerentwicklung
Von 1981 bis 2001 war die Wanderungsbilanz negativ, wegen der hohen Geburtenrate stieg jedoch die Bevölkerungszahl. Seit 2001 sind sowohl Geburtenbilanz als auch Wanderungsbilanz positiv.

## Kultur und Sehenswürdigkeiten
- Schloss Aspach
- Schloss Wildenau
- Pfarrkirche Aspach
- Kunstmuseum Daringer

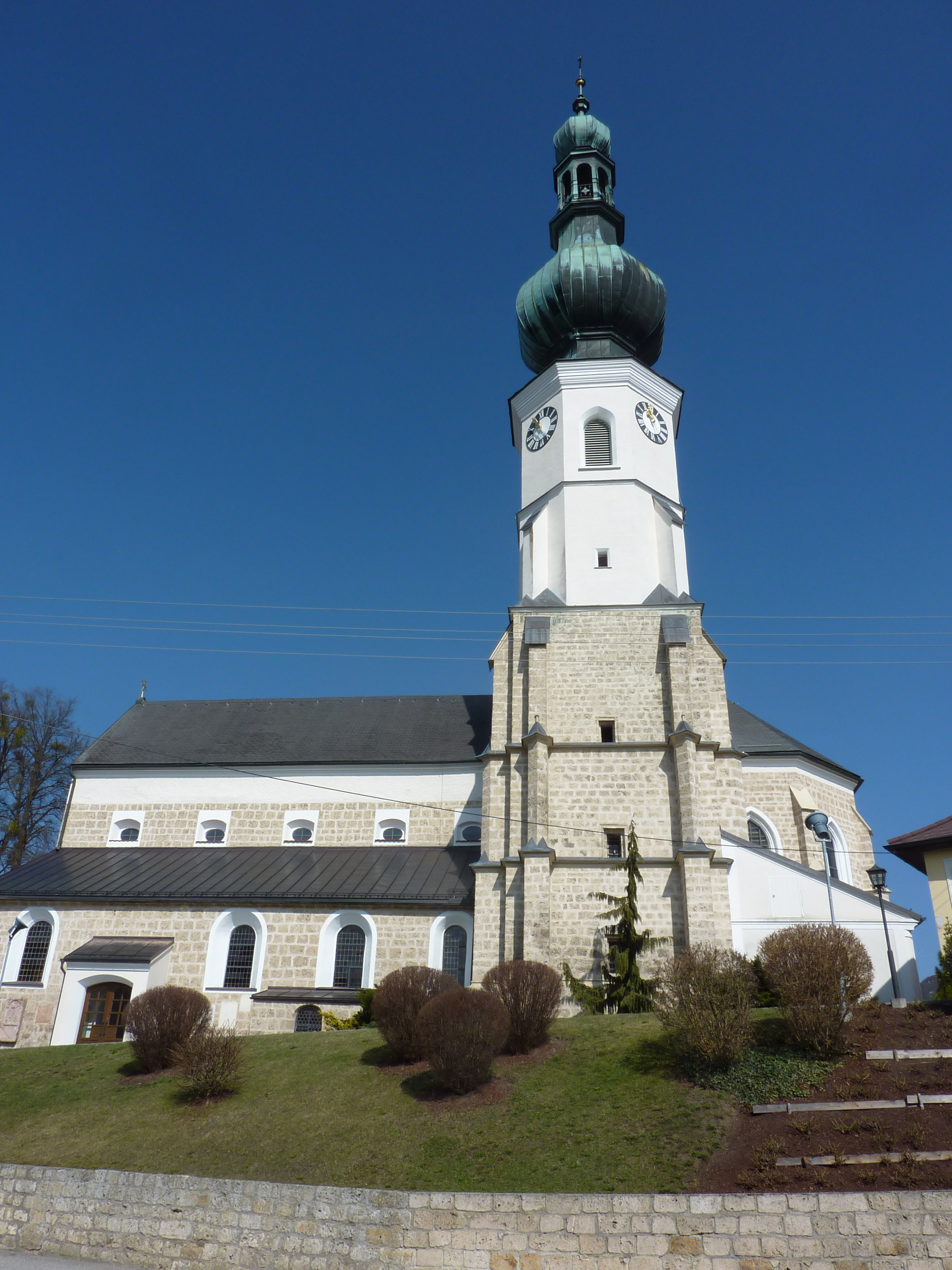
Pfarrkirche Aspach

Das Kulturelle Angebot wurde in den letzten Jahren sehr stark ausgebaut, so sind neben dem Europäischen Konzertsommer auch noch die Aufführungen der Aspacher Theatergruppe und zahlreiche Volksmusik- und Brauchtumsveranstaltungen zu nennen.
- 1. Innviertler Trachtenmusikkapelle Solinger
- Aspacher Tridoppler
- Aspacher Dreihöhengesang

## Wirtschaft und Infrastruktur

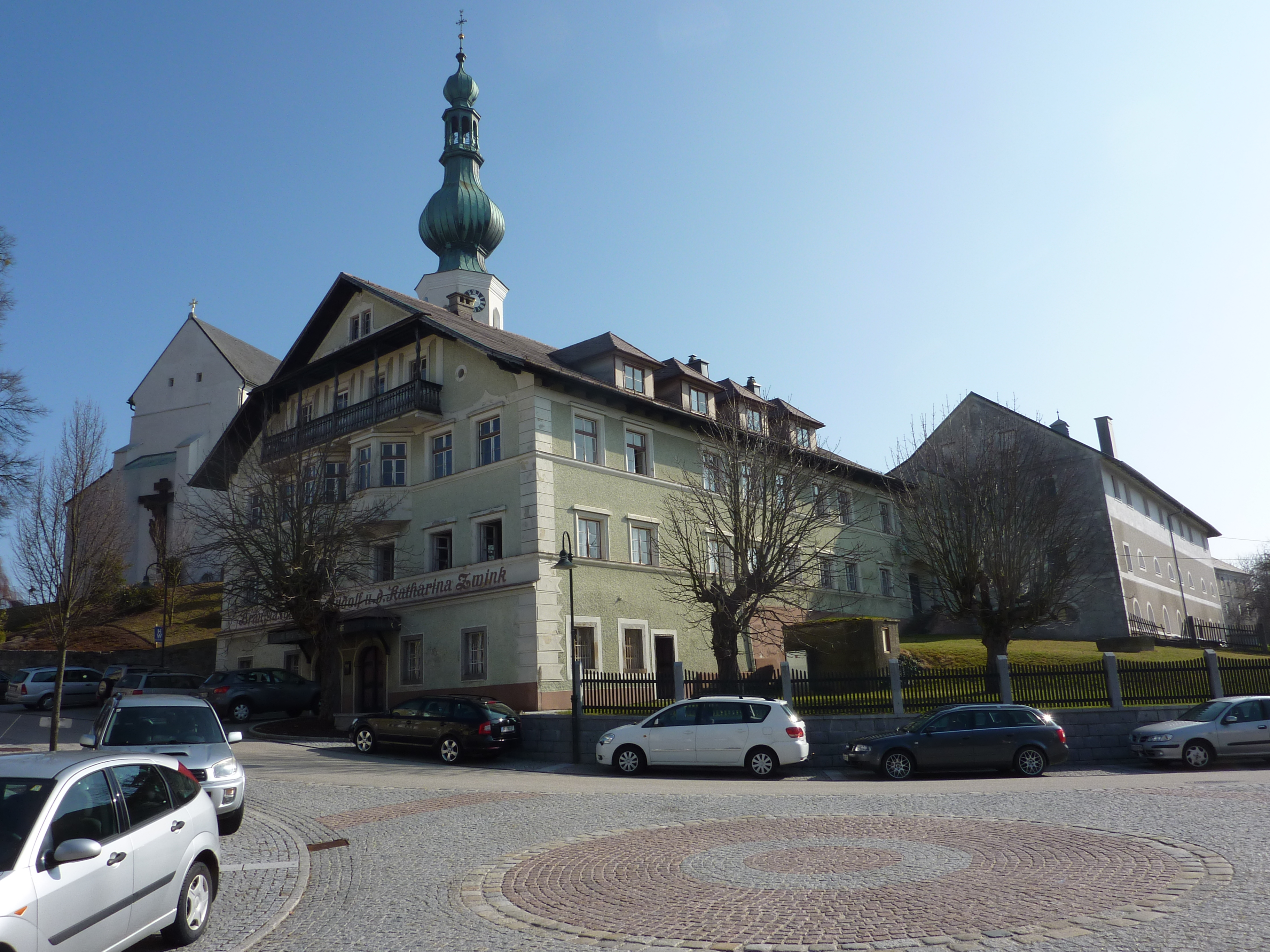
Bräugasthof

Aspach ist Nahversorger, landwirtschaftliche Produkte spielen eine große Rolle. Der Ort verfügt über einen Gemeindearzt und die vier Freiwillige Feuerwehren Aspach, Migelsbach, Wasserdobl und Wildenau, die für den Brandschutz und die allgemeine Hilfe sorgen.
2005 fand in Aspach die Ortsbildmesse statt, wo 80 Gemeinden aus Oberösterreich und 50 weitere Aussteller Projekte aus den Bereichen Ortsbild, Kultur, Freizeit, Tourismus und Tradition präsentierten. Die Veranstaltung für Dorf- und Stadtentwicklung stand im Zeichen der zehnjährigen Mitgliedschaft Österreichs in der Europäischen Union.

### Unternehmen
- BOM Business Organisation Management GmbH
- Autohaus Edinger
- OptimaMed Gesundheitshotel Aspach
- Villa Vitalis
- Ehemaliges Kneipp-Kurhaus der Marienschwestern vom Karmel, das im November 2017 geschlossen wurde
- Hotel Gasthof Danzer
- Molkerei Seifried
- creARTiv Werbegrafik Gufler
- Gärtnerei Irran
- Feichtinger Haustechnik GmbH
- Brauerei Aspach
- Modehaus Mittermayr
- MC-U GmbH
- Modehaus Zens
- Lagerhaus

### Verkehr
Aspach liegt direkt an der Oberinnviertler Landesstraße L507.

### Bildung
In Aspach gibt es eine Volksschule und eine Neue Mittelschule sowie einen Kindergarten.

## Politik
Der Gemeinderat hat 25 Mitglieder.
- Mit den Gemeinderats- und Bürgermeisterwahlen in Oberösterreich 2003 hatte der Gemeinderat folgende Verteilung: 18 ÖVP und 7 SPÖ.
- Mit den Gemeinderats- und Bürgermeisterwahlen in Oberösterreich 2009 hatte der Gemeinderat folgende Verteilung: 19 ÖVP, 3 FPÖ und 3 SPÖ.
- Mit den Gemeinderats- und Bürgermeisterwahlen in Oberösterreich 2015 hatte der Gemeinderat folgende Verteilung: 16 ÖVP, 6 FPÖ und 3 SPÖ.
- Mit den Gemeinderats- und Bürgermeisterwahlen in Oberösterreich 2021 hat der Gemeinderat folgende Verteilung: 17 ÖVP, 5 FPÖ und 3 SPÖ.[7][8]

### Bürgermeister
- bis 2020 Karl Mandl (ÖVP)
- seit 2020 Georg Gattringer (ÖVP)[9]

### Wappen
Blasonierung: Gespalten und durch eine silberne Wellenleiste geteilt. Oben rechts in Blau auf grünem Hügel eine silberne, schwarz geöffnete und rot bedachte Kirche mit hohem Mittelschiff, zwei Seitenschiffen und einem links vorgebautem Turm mit fünf Absätzen und hohem Doppelzwiebelhelm; oben links dreimal von Silber und Rot gespalten. Unten rechts in Gold drei grüne, nebeneinander stehende, wurzellose, nach außen zu kleiner werdende Nadelbäume; unten links in Blau zwei goldene, schräggekreuzte Schlüssel mit auswärts gekehrten und nach oben gestellten Bärten, im Griff des oberen schräglinks gelegten der Buchstabe P, im Griff des anderen die römische Zahl II.
Die Kirche auf dem Hügel wurde als Wahrzeichen des Marktes wegen ihrer im ganzen Innviertel einmaligen basilikalen Bauform übernommen.
Die OÖ-Landesfarben deuten darauf hin, dass Aspach die erste Gemeinde war, die mit dem Landesgesetz 1928 zur Marktgemeinde erhoben wurde.
Die Waldbäume kennzeichnen die Lage der Gemeinde am Kobernaußerwald, die Dreizahl symbolisiert die Steuergemeinde Aspach, Wildenau und Obermigelsbach.
Die Schlüssel mit den Initialen P und II weisen auf den ehemaligen Pfründeinhaber, Pfarrherr von Aspach und späteren Papst Pius II, Aeneas Sylvius Piccolomini, hin.

## Persönlichkeiten

### Söhne und Töchter der Gemeinde
- Ausanius Detterle (1755–1829), Zisterzienser, Abt von Raitenhaslach
- Bruno Detterle (1759–1832), Zisterzienser, Abt von Wilhering
- Georg Wagnleithner (1861–1930), Priester, Autor und Musiker
- Engelbert Katzlberger (1868–1959), Bürgermeister und Landtagsabgeordneter
- Engelbert Daringer (1882–1966), Kirchenmaler und Restaurator
- Anton Pointecker (1938–2008), Schauspieler

### Mit der Gemeinde verbundene Persönlichkeiten
- Günther Beck (* 1976), Biathlet und Mediziner
- Manfred Daringer (1942–2009), Bildhauer
- Klaus Mühlbacher (* 1971), Politiker (ÖVP)
- Papst Pius II. (1405–1464), Pfarrer von Aspach 1444–1447, Papst von 1458 bis 1464[11]
- Helmut Stechemesser (* 1953), Sportmediziner und Leichtathletiktrainer